# Peter Lantos
Peter Lantos, auch Péter Lantos, (geboren als Péter Leipniker 22. Oktober 1939 in Makó) ist ein ungarisch-britischer Neuropathologe und Überlebender des Holocaust.

## Leben
Péter Leipniker ist ein Sohn des Sándor Leipniker und der Ilona Schwartz (Somló). Seine Familie wurde 1944 in das KZ Bergen-Belsen deportiert, wo sein Vater und sein Bruder ermordet wurden, weitere 19 Familienangehörige starben im Holocaust.
Lantos studierte von 1958 bis 1964 Medizin an der Universität Szeged. Mit einer Fellowship des Wellcome Trust ging er 1968 für ein Jahr nach England an die Middlesex Hospital Medical School, um seine methodologische Ausbildung fortzusetzen. Als er danach beschloss, in England zu bleiben, verurteilte ihn der ungarische Staat in absentia zu einer Gefängnisstrafe von 16 Monaten und der Beschlagnahme seiner Habseligkeiten in Ungarn, so dass er in den nächsten 20 Jahren es vorzog, nicht mehr nach Ungarn zu fahren.

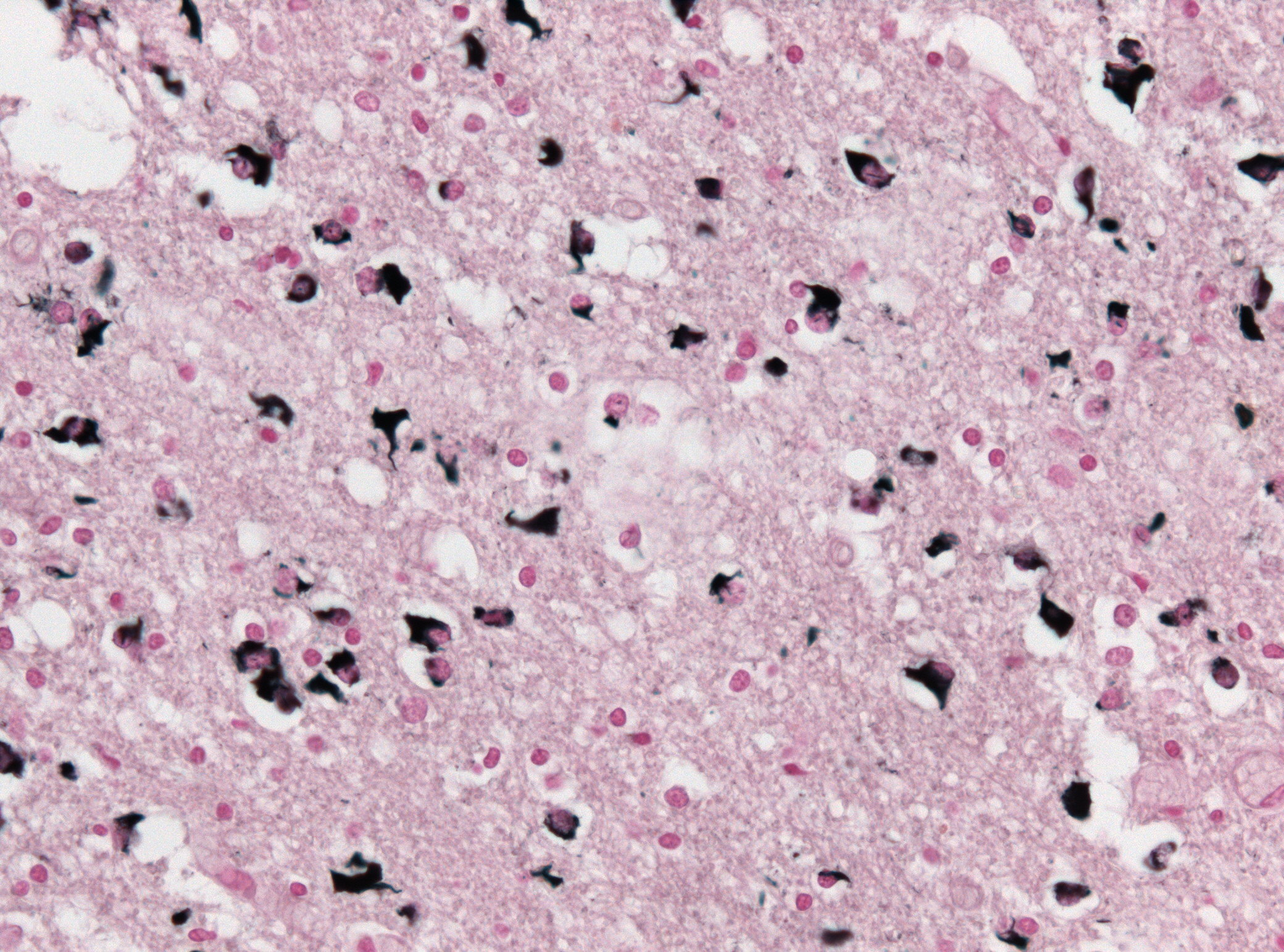
Papp-Lantos inclusions

Lantos arbeitete am Middlesex Hospital und spezialisierte sich auf Neurodegenerative Erkrankungen. 1979 wurde er Professor für Neuropathologie am Psychiatrischen Institut des Maudsley Hospital in London. Er publizierte im Laufe seiner Karriere als Mediziner mehr als 500 wissenschaftliche Beiträge und einige Lehrbücher. Die „Papp–Lantos inclusion“ ist nach ihm benannt. Er wurde zum Fellow der Academy of Medical Sciences gewählt.
Lantos veröffentlichte nach seiner Emeritierung im Jahr 2007 einen autobiografischen Bericht über sein Erleben des Holocaust, der mehrfach übersetzt wurde. In der Folge schrieb er einen dystopischen Roman sowie zwei Bühnenstücke, die in London aufgeführt wurden. 2023 folgte ein Jugendbuch mit dem autobiografischen Titel The Boy Who Didn’t Want to Die. Lantos wurde 2020 für seine  Holocaust-Erinnerungsarbeit mit der British Empire Medal (BEM) ausgezeichnet.

## Werke (Auswahl)
- J. Godwin Greenfield; David I. Graham, Peter L. Lantos: Greenfield's neuropathology. 7. Auflage. London : Arnold, 2002

nicht medizinisch
- Parallel Lines. Arcadia, 2007
  - Von Ungarn nach Bergen-Belsen und zurück : Eine Zeitreise. Übersetzung Helmut Meier; Gianna Lange; Kommentar Thomas Rahe. Göttingen : Wallstein, 2017
- Closed Horizon. Roman. 2012
- Stolen Lives. Drei Theaterstücke. 2018
- The Boy Who Didn't Want to Die. 2023